# Gregorius XV
Gregorius XV, egentligen Alessandro Ludovisi, född 9 januari 1554 i Bologna, död 8 juli 1623, var påve från den 9 februari 1621 till sin död, ett och ett halvt år senare.

## Biografi
Alessandro Ludovisi var ett av sju överlevande barn till greve Pompeo Ludovisi och Camilla Bianchini. Efter studier hos jesuiterna vid Collegio Romano, avlade han 1575 examen i kanonisk och romersk rätt vid universitetet i Bologna. Det saknas belägg för att han prästvigdes; hans inträde i kyrkan var som jurist. År 1612 utsåg påve Paulus V honom till ärkebiskop av Bologna, och sände honom 1616 som nuntie till hertigdömet Savoyen. Samma år, 1616, upphöjde Paulus honom till kardinalpräst med Santa Maria in Traspontina som titelkyrka. Ludovisi stannade därefter i Bologna tills påven dött och begav sig då till Rom för konklaven.
Hans höga ålder och svaga hälsa föranledde honom att finna en ung, energisk man som kunde vara hans högra hand. Den personen fann han i sin släkting Ludovico Ludovisi, 25 år, som han utnämnde till kardinal på den tredje dagen av sitt pontifikat. Samma dag satte han sin bror Orazio som överhuvud för de påvliga styrkorna. 
Gregorius bistod Ferdinand II och katolska ligan mot protestanterna, och Sigismund III Vasa mot turkarna, men var för övrigt mycket litet indragen i den europeiska politiken. Hans bulla Omnipotentis Dei (20 mars 1623) var den sista utfärdelsen mot häxeri som katolska kyrkan antog. Straffen mildrades; dödsstraffen minskade i antal och reserverades för dem som ingått pakt med djävulen. 

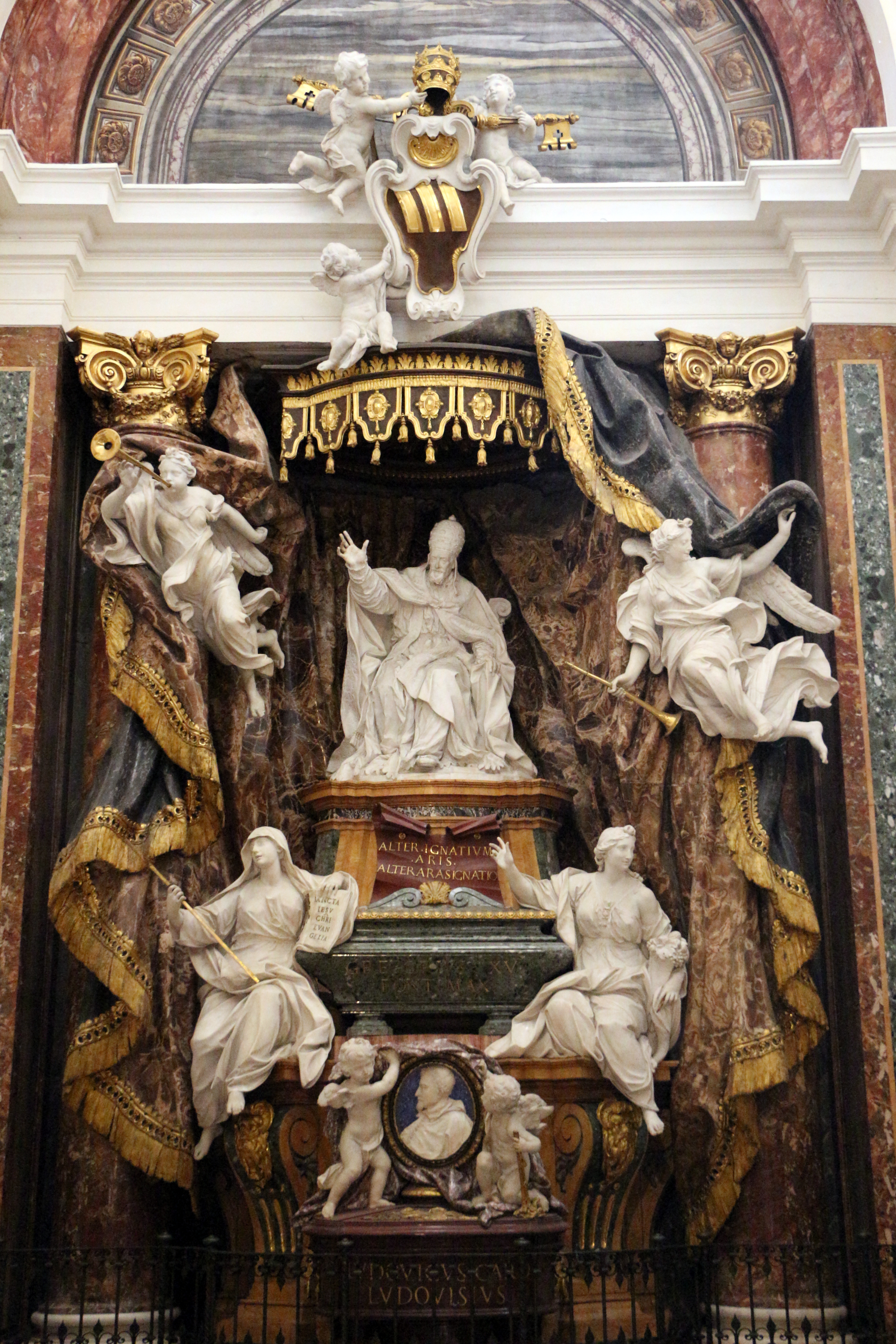
Gregorius XV:s grav, utförd av Pierre Legros den yngre.

Med bullan Aeterni Patris Filius från den 15 november 1621 genomförde Gregorius XV den ännu gällande ordningen vid påveval. Den 6 januari 1622 grundade han Congregatio de propaganda fide, och han helgonförklarade Teresa av Avila, Francis Xavier, Ignatius Loyola, och Philip Neri. Han lät kalla Guercino till Rom, vilket markerar en milstolpe i utvecklingen av högbarocken. Under hans pontifikat vann dock motreformationen stora segrar, så i Böhmen, Österrike och Ungern; även i Frankrike och Nederländerna vanns segrar.
Gregorius XV avled den 8 juli 1623 i Quirinalpalatset och är gravsatt i kyrkan Sant'Ignazio.